# Live à l'Olympia (album de Jeff Buckley)
Pour les articles homonymes, voir Live à l'Olympia.
Albums de Jeff Buckley
Mystery White Boy Songs To No One 1991-1992
Live à l'Olympia est l'un des trois albums live de Jeff Buckley sorti le 3 juillet 2001.

## Titres
| No  | Titre | Durée |
| --- | --- | ----- |
| 1.  | Lover, You Should Have Come Over |       |
| 2.  | Dream Brother |       |
| 3.  | Eternal Life |       |
| 4.  | Kick Out the Jams |       |
| 5.  | Lilac Wine |       |
| 6.  | Grace |       |
| 7.  | That's All I Ask |       |
| 8.  | Kashmir (parodie) |       |
| 9.  | Je n'en connais pas la fin |       |
| 10. | Hallelujah |       |
| 11. | What Will You Say (Live au "Festival des Musiques Sacrées" à Saint-Florent-le-Vieil, Maine-et-Loire (France), le 18 juillet 1995, avec Alim Qasimov) |       |